# Mohammad Reza Khanzadeh
Mohammad Reza Khanzadeh (Teheran, 20 gennaio 1992) è un calciatore iraniano, difensore del Bashundhara Kings.

## Carriera

### Club
Ha sempre giocato nella massima serie iraniana con varie squadre.

### Nazionale
Ha esordito in nazionale nel 2012. Khanzadeh è stato convocato in nazionale per la Coppa d'Asia 2015 e il Mondiale 2018.